# 6604 Ilias
6604 Ilias eller 1990 QE8 är en asteroid i huvudbältet som upptäcktes den 16 augusti 1990 av den belgiske astronomen Eric W. Elst vid La Silla-observatoriet. Den är uppkallad efter eposet Iliaden.